# Dystrykt Biłgoraj
Dystrykt Biłgoraj (niem. Kreisdistrikt Bilgoraj) – jednostka administracyjna Cesarstwa Austrii w Królestwie Galicji i Lodomerii w latach 1775–1777, w obrębie cyrkułu bełskiego.

## Historia
Dystrykt Biłgoraj z siedzibą w Biłgoraju utworzono w 1775 roku na ziemiach polskich zagarniętych przez Austrię podczas I rozbioru.
Od 1773 roku Galicja była pod względem administracyjnym podzielona na sześć cyrkułów, które z kolei byly podzielone na 59 dystryktów. Jednak już na konferencji Kancelarii Nadwornej z 14 marca 1774 stwierdzono, że tak duża liczba dystryktów może być uzasadniona jedynie w sytuacji, kiedy przed naczelnikami stoją liczne i istotne zadania. W związku z tym ustalono ogólną zasadę, że konieczna będzie znaczna redukcja ich liczby. Zgodnie z tym stanowiskiem, 21 czerwca 1774 gubernator przedstawił swoje wnioski dotyczące reorganizacji. W odpowiedzi otrzymał dekret z 3 sierpnia 1774 roku, w którym poinformowano, że cesarzowa Maria Teresa Habsburg wyraziła zasadniczą zgodę na proponowane zmiany – pod warunkiem, że ich wdrożenie nie opóźni prac nad wprowadzeniem systemu podatkowego oraz regulacji urbarialnej. W kolejnym memoriale z 11 października 1774 gubernator przedstawił szczegółowy plan reorganizacji, który został zatwierdzony rezolucją Kancelarii Nadwornej z 14 marca 1775.
W efekcie tych działań liczba dystryktów w cyrkule bełskim została zredukowana z ośmiu do trzech. Jednym z nich był dystrykt Biłgoraj, który utworzono z dotychczasowych dystryktów Goraj, Ulanów i Lubaczów.
Siedzibą dystryktu został Biłgoraj. Do dystryktu należały miasta: Biłgoraj, Cieszanów, Frampol, Goraj, Janów, Józefów, Krzeszów, Lubaczów, Modliborzyce, Niemirów, Oleszyce, Płazów, Radomyśl, Tarnogród, Ulanów, Wielkie Oczy, Zaklików. Część z nich została w kolejnych latach sklasyfikowana jako miasteczka.

### Zmiana granicy polsko-austriackiej i zniesienie dystryktu
Na uwagę zasługuje fakt, że granica polsko-austriacka miała początkowo (od 1772) inny zasięg, ponieważ Austria zajmowała także m.in. południowe rejony województwa lubelskiego. Na mocy porozumienia zawartego 9 lutego 1776 roku, Austria przekazała Polsce z powrotem ten obszar, z miastami Biłgoraj, Frampol, Goraj, Janów, Modliborzyce i Zaklików. Ponieważ odstąpiony klin rejonu Biłgoraja, oddzielił zachodnie połacie cyrkuły bełskiego (dawny dystrykt Ulanów z m.in. Ulanowem i Radomyślem) od jego reszty, zostały one z konieczności przyłączone do dystryktu Leżajsk w cyrkule pilzneńskim. Równocześnie utrata Biłgoraja przez Austrię pozbawiła dystrykt Biłgoraj jego siedziby, w związku z czym przeniesiono ją do Tomaszowa, tworząc na obszarze pozostającym w Galicji dystrykt Tomaszów, do którego przyłączono z cyrkułu lwowskiego (z dystryktu Żółkiew) rejon Rawy (dawny dystrykt Rawa sprzed 1774). Ostateczne wytyczenie granic miało miejsce na początku 1777 roku.